# Pont de l'Hêtre
Le pont de l'Hêtre ou de l'Être, aussi appelé des Arches, est un pont destiné au franchissement de la Juine, dans le département de l'Essonne en Île-de-France.

## Localisation
Le pont de l'Hêtre est situé sur la commune de Brunoy, rue du pont.

## Histoire
Le pont est construit au XVIIIe siècle ou au XVIIe siècle. 
L'édifice fait l'objet d'une inscription comme monument historique depuis le 18 mai 1926.

## Caractéristiques
L'édifice possède une seule arche.